# برايان نيلسن
برايان نيلسن (بالدنماركية: Brian Nielsen)‏ (و. 1987  م) هو لاعب كرة قدم، من الدنمارك، يلعب كلاعب وسط.

## روابط خارجية
- برايان نيلسن على موقع الدوري الأمريكي (الإنجليزية)
- برايان نيلسن على موقع قاعدة بيانات كرة القدم.إي يو (الإنجليزية)
- برايان نيلسن على موقع عالم كرة القدم.نت (الإنجليزية)